# Harald Rückert
Harald Rückert (* 5. Juni 1958 in Nürnberg) ist ein deutscher evangelischer Theologe. Von 2017 bis 2025 amtierte er als Bischof der Evangelisch-methodistischen Kirche (EmK) in Deutschland.

## Leben
Rückert studierte nach dem Abitur zuerst Lebensmitteltechnologie an der Technischen Universität München-Weihenstephan, entschied sich dann aber für das Pfarramt. Nach einem Gemeindepraktikum in München studierte er ab 1980 am Theologischen Seminar der EmK in Reutlingen. Anschließend arbeitete er ab 1984 als Pastor im Bezirk Hof-Stammbach und ab 1988 im Bezirk Schweinfurt-Würzburg. Von 2000 bis 2010 war er Superintendent für den Kirchendistrikt Reutlingen, danach bis 2017 leitender Pastor im Bezirk Reutlingen-Erlöserkirche.
Neben seiner Gemeindetätigkeit vertrat er seine Kirche zweimal auf der Generalkonferenz, dem höchsten Gremium der weltweiten EmK, sowie in verschiedenen ökumenischen Organisationen, z. B. im  Vorstand der Arbeitsgemeinschaft Christlicher Kirchen Baden-Württemberg. Ferner beschäftigt er sich mit Fragen von Gemeindeaufbau, Gemeindeleitung und Entwicklungsmanagement. Zu diesen Themen entwickelte er auch Weiterbildungsmaßnahmen.
Rückert wurde am 15. März 2017 von der Zentralkonferenz der Evangelisch-methodistischen Kirche, deren Mitglied er seit 1992 ist, im vierten Wahlgang zum Bischof gewählt. Am 19. März 2017 wurde er in einem Gottesdienst feierlich eingeführt und übernahm im Mai 2017 die Amtsgeschäfte als Nachfolger von Rosemarie Wenner. 2022 wurde seine Amtszeit auf insgesamt 8 Jahre verlängert. 2025 wurde er von Werner Philipp in diesem Amt abgelöst.
Rückert ist verheiratet und hat zusammen mit seiner Frau drei erwachsene Kinder.